# Los Angeles Film Critics Association Award alla miglior fotografia
Il Los Angeles Film Critics Association Award alla migliore fotografia (Los Angeles Film Critics Association Award for Best Cinematography) è un premio assegnato annualmente dai membri del Los Angeles Film Critics Association alla migliore fotografia di una pellicola distribuita negli Stati Uniti nel corso dell'anno.

## Albo d'oro

### Anni 1970
- 1975: John Alcott - Barry Lyndon
- 1976: Haskell Wexler - Questa terra è la mia terra (Bound for Glory)
- 1977: Douglas Slocombe - Giulia (Julia)
- 1978: Néstor Almendros - I giorni del cielo (Days of Heaven)
- 1979: Caleb Deschanel - Black Stallion (The Black Stallion)

### Anni 1980
- 1980: Ghislain Cloquet e Geoffrey Unsworth - Tess
- 1981: Vittorio Storaro - Reds
- 1982: Jordan Cronenweth - Blade Runner
- 1983: Sven Nykvist - Fanny e Alexander (Fanny och Alexander)
- 1984: Chris Menges - Urla del silenzio (The Killing Fields)
- 1985: David Watkin - La mia Africa (Out of Africa)
- 1986: Chris Menges - Mission (The Mission)
- 1987: Vittorio Storaro - L'ultimo imperatore (The Last Emperor)
- 1988: Henri Alekan- Il cielo sopra Berlino (Der Himmel über Berlin)
- 1989: Michael Ballhaus - I favolosi Baker (The Fabulous Baker Boys)

### Anni 1990
- 1990: Michael Ballhaus - Quei bravi ragazzi (Goodfellas)
- 1991: Roger Deakins - Homicide e Barton Fink - È successo a Hollywood (Barton Fink)
- 1992: Zhao Fei - Lanterne rosse ( 大紅燈籠高高掛)
- 1993: 
  - Janusz Kaminski - Schindler's List - La lista di Schindler (Schindler's List)
  - Stuart Dryburgh - Lezioni di piano (The Piano)
- 1994: Stefan Czapsky - Ed Wood
- 1995: Lu Yue - Shanghai Triad - La triade di Shanghai (搖啊搖，搖到外婆橋)
- 1996:
  - John Seale - Il paziente inglese (The English Patient)
  - Chris Menges - Michael Collins
- 1997: Dante Spinotti - L.A. Confidential (L.A. Confidential)
- 1998: Janusz Kaminski - Salvate il soldato Ryan (Saving Private Ryan)
- 1999: Dante Spinotti - Insider - Dietro la verità (The Insider)

### Anni 2000
- 2000: Peter Pau - La tigre e il dragone (Wo hu cang long)
- 2001: Roger Deakins - L'uomo che non c'era (The Man Who Wasn't There)
- 2002: Edward Lachman - Lontano dal paradiso (Far from Heaven)
- 2003: Eduardo Serra - La ragazza con l'orecchino di perla (Girl with a Pearl Earring)
- 2004: Dion Beebe e Paul Cameron - Collateral
- 2005: Robert Elswit - Good Night, and Good Luck.
- 2006: Emmanuel Lubezki - I figli degli uomini (Children of Men)
- 2007: Janusz Kaminski - Lo scafandro e la farfalla (Le scaphandre et le papillon)
- 2008: Yu Lik-wai - Still Life (三峡好人)
- 2009: Christian Berger - Il nastro bianco (Das weiße Band - Eine deutsche Kindergeschichte)

### Anni 2010
- 2010: Matthew Libatique - Il cigno nero (Black Swan)
- 2011: Emmanuel Lubezki - The Tree of Life
- 2012: Roger Deakins - Skyfall
- 2013: Emmanuel Lubezki - Gravity
- 2014: Emmanuel Lubezki - Birdman
- 2015: John Seale - Mad Max: Fury Road
- 2016: James Laxton - Moonlight
- 2017: Dan Laustsen - La forma dell'acqua - The Shape of Water (The Shape of Water)
- 2018: Alfonso Cuarón - Roma[1][2]
- 2019: Claire Mathon - Ritratto della giovane in fiamme (Portrait de la jeune fille en feu) e Atlantique[3]

### Anni 2020
- 2020: Shabier Kirchner - Small Axe[4]
- 2021: Ari Wegner - Il potere del cane (The Power of the Dog)[5]